# 11. ceremonia wręczenia Orłów
11. ceremonia wręczenia Orłów za rok 2008, miała miejsce 9 marca 2009 roku, w Teatrze Narodowym w Warszawie. Ceremonię wręczenia nagród poprowadzili Adam Krawczuk, Rafał Rutkowski i Maciej Wierzbicki.
Ogłoszenie nominacji do nagród nastąpiło 11 lutego br. O nominację do nagrody tegorocznie ubiegało się 30 filmów. Polskie Nagrody Filmowe zostały wręczone w siedemnastu kategoriach.
Tegorocznie najwięcej nominacji – 10 – otrzymał film Małgorzaty Szumowskiej 33 sceny z życia. Osiem nominacji przyznano filmowi Mała Moskwa w reżyserii Waldemara Krzystka. O siedem nagród ubiegał się film Cztery noce z Anną Jerzego Skolimowskiego. Wszystkie wyżej wymienione tytuły nominowane zostały w kategorii najlepszy film.
Ósmą nominację w karierze otrzymała aktorka Kinga Preis, która w tym roku nominowana została za najlepszą główną rolę kobiecą w filmie Cztery noce z Anną. Trzecią nominację do nagrody odebrała Jadwiga Jankowska-Cieślak, która wystąpiła w filmie Rysa. Kategorię zamyka Swietłana Chodczenkowa i jej rola w filmie Mała Moskwa.
Drugą nominację do nagrody w karierze, otrzymał Krzysztof Stroiński, który wystąpił w głównej roli w filmie Rysa. Również drugą nominację do Orłów otrzymał Maciej Stuhr, który zagrał w filmie 33 sceny z życia. Kategorię zamyka Marcin Dorociński, który wystąpił w filmie Boisko bezdomnych.
Czwartą nominację do nagrody otrzymała Danuta Szaflarska, zeszłoroczna laureatka Orła za główną rolę w filmie Pora umierać. Tegorocznie Szaflarska otrzymała nominację za najlepszą drugoplanową rolę kobiecą w filmie Ile waży koń trojański?. Pozostałe nominowane w tej kategorii to: Małgorzata Hajewska-Krzysztofik oraz Izabela Kuna, które wystąpiły w filmie 33 sceny z życia. Dla obu aktorek to pierwsze nominacje do nagrody.
W kategorii najlepsza drugoplanowa rola męska, nominowany został zeszłoroczny laureat Orła za główną rolę męską w filmie Wszystko będzie dobrze – Robert Więckiewicz. Tegorocznie nominację otrzymał za rolę w filmie Ile waży koń trojański?. Drugą nominację w karierze do nagrody otrzymał w tym roku Andrzej Hudziak, za rolę w filmie 33 sceny z życia. Za rolę w tym samym filmie nominację po raz pierwszy otrzymał Rafał Maćkowiak.
Najwięcej nagród – 5 – przyznano twórcom filmu Mała Moskwa w reżyserii Waldemara Krzystka, który nagrodzony został za najlepszy scenariusz. Cztery nagrody przyznano filmowi 33 sceny z życia, w tym za najlepszy film. Nagrodę za najlepszą reżyserię otrzymał Jerzy Skolimowski, za film Cztery noce z Anną.
Najlepsze główne role zagrali aktorzy z filmu Rysa – Jadwiga Jankowska-Cieślak i Krzysztof Stroiński. Dla obu aktorów to pierwsze nagrody. Nagrody za drugoplanowe role przypadły aktorom filmu Ile waży koń trojański? – Danucie Szaflarskiej oraz Robertowi Więckiewiczowi.
Nagrodę za osiągnięcia życia przyznano Jerzemu Wójcikowi.

## Laureaci i nominowani
Laureaci nagród wyróżnieni są wytłuszczeniem

### Najlepszy film
Reżyser / Producenci / Koproducenci – Film
- Małgorzata Szumowska / Raimond Goebel i Karl Baumgartner / Teresa Dworzecka i Małgorzata Szumowska – 33 sceny z życia
  - Jerzy Skolimowski / Paulo Branco i Jerzy Skolimowski – Cztery noce z Anną
  - Waldemar Krzystek / Paweł Rakowski / Ewa Jacuta i Waldemar Krzystek – Mała Moskwa

### Najlepszy film europejski
Reżyser − Film • Kraj produkcji
- Julian Schnabel – Motyl i skafander • Francja
  - Jan Svěrák – Butelki zwrotne • Czechy
  - Phyllida Lloyd – Mamma Mia! • Wielka Brytania

### Najlepsza reżyseria
- Jerzy Skolimowski − Cztery noce z Anną
  - Małgorzata Szumowska − 33 sceny z życia
  - Waldemar Krzystek − Mała Moskwa

### Najlepszy scenariusz
- Waldemar Krzystek − Mała Moskwa
  - Ewa Piaskowska, Jerzy Skolimowski − Cztery noce z Anną
  - Małgorzata Szumowska − 33 sceny z życia

### Najlepsza główna rola kobieca
- Jadwiga Jankowska-Cieślak − Rysa
  - Kinga Preis − Cztery noce z Anną
  - Swietłana Chodczenkowa − Mała Moskwa

### Najlepsza główna rola męska
- Krzysztof Stroiński − Rysa
  - Marcin Dorociński − Boisko bezdomnych
  - Maciej Stuhr − 33 sceny z życia

### Najlepsza drugoplanowa rola kobieca
- Danuta Szaflarska − Ile waży koń trojański?
  - Małgorzata Hajewska-Krzysztofik − 33 sceny z życia
  - Izabela Kuna − 33 sceny z życia

### Najlepsza drugoplanowa rola męska
- Robert Więckiewicz − Ile waży koń trojański?
  - Andrzej Hudziak − 33 sceny z życia
  - Rafał Maćkowiak − 33 sceny z życia

### Najlepsze zdjęcia
- Adam Sikora − Cztery noce z Anną
  - Jacek Petrycki − Boisko bezdomnych
  - Jolanta Dylewska − Chłopiec na galopującym koniu

### Najlepsza muzyka
- Paweł Mykietyn − 33 sceny z życia
  - Wojciech Kilar − Serce na dłoni
  - Paweł Szymański − Środa, czwartek rano

### Najlepsza scenografia
- Tadeusz Kosarewicz − Mała Moskwa
  - Marek Zawierucha − Cztery noce z Anną
  - Jagna Janicka − Rysa

### Najlepsze kostiumy
- Małgorzata Zacharska − Mała Moskwa
  - Katarzyna Lewińska, Magdalena Rutkiewicz − Boisko bezdomnych
  - Jagna Janicka − Rysa

### Najlepszy montaż
- Jacek Drosio − 33 sceny z życia
  - Jarosław Barzan − Lejdis
  - Ewa Smal − Ogród Luizy
  - Krzysztof Szpetmański − Rysa
  - Wanda Zeman − Serce na dłoni

### Najlepszy dźwięk
- Wacław Pilkowski, Michał Kosterkiewicz, Piotr Knop − Mała Moskwa
  - Marek Wronko − Ile waży koń trojański?
  - Philippe Lauliac, Frédéric de Ravignan, Gérard Rousseau − Cztery noce z Anną

### Odkrycie
- Elena Leszczyńska − Mała Moskwa (Aktorka)
  - Adam Guziński − Chłopiec na galopującym koniu (Reżyser)
  - Marieta Żukowska − Nieruchomy poruszyciel (Aktorka)

### Nagroda publiczności
- 33 sceny z życia, reż. Małgorzata Szumowska

### Nagroda za osiągnięcia życia
- Jerzy Wójcik

## Podsumowanie ilości nominacji
(Ograniczenie do dwóch nominacji)
10 : 33 sceny z życia
8 : Mała Moskwa
7 : Cztery noce z Anną
5 : Rysa
3 : Boisko bezdomnych, Ile waży koń trojański?
2 : Chłopiec na galopującym koniu, Serce na dłoni

## Podsumowanie ilości nagród
(Ograniczenie do dwóch nagród)
5 : Mała Moskwa
4 : 33 sceny z życia
2 : Cztery noce z Anną, Rysa, Ile waży koń trojański?